# VIP (revista)
VIP (anteriormente conhecida como VIP Exame) foi uma revista masculina brasileira, que foi publicada pela Editora Abril desde 1981 até setembro de 2018. A revista se diferenciava da Playboy, que por muitos anos foi da mesma editora, por mostrar mulheres seminuas em vez de totalmente nuas, com raras exceções, e por possuir mais conteúdo jornalístico.
A revista também ficou conhecida pelo seu humor satírico, tendo como exemplos testes bem-humorados e a seção "Separados no Nascimento", que mostrava pessoas muito parecidas, além do clássico "Baixarias Ilustradas" que em três quadrinhos contava uma gafe ou escândalo vivido por pessoas famosas. Trazia também reportagens sobre moda, sexo, diversão e cultura.

## História
A revista foi criada em 1981 como um suplemento especial, com foco em comportamento, lazer e estilo para o público masculino, da EXAME, a revista de economia e negócios da Editora Abril. A primeira capa da VIP EXAME foi o empresário Fernando Nabuco, então presidente da Ibovespa (atual B3). Depois, VIP EXAME passaria a ser uma publicação mensal com vida própria, mantendo o mesmo tom inicial. A edição 12 (janeiro de 1982), com a promoter Anna Maria Tornaghi, foi a primeira com uma mulher na capa, e a 85 (abril de 1992), a primeira com tom sensual, com uma matéria sobre homens que se apaixonavam por mulheres mais jovens. Em agosto de 1997, a revista sofreu uma repaginada, sempre com destaque na capa para uma mulher conhecida do público que é a estrela de um ensaio fotográfico nas páginas internas - no caso daquela edição, Thereza Collor. O único homem a aparecer na capa desde então foi José Simão, junto a Sabrina Parlatore em setembro de 1999. A edição mais vendida da história da revista é a de Janeiro de 2001, com Luma de Oliveira na capa e um total de 113,019 exemplares.
Na edição de Março de 2017 a revista passou por reformulação total, inclusive colocando um homem na capa.
De acordo com a revista "A capa de março é especial e marca um reposicionamento da VIP que traz novas seções – Boa Vida, Motor e Você – um formato de “entrevistão”, editoriais de moda mais práticos e edições especiais como essa sobre “Vida Executiva”. Para isso, escolhemos Abilio Diniz, um dos empresários brasileiros mais bem sucedidos dos últimos tempos." Ainda assim os ensaios sensuais continuaram e em Março a escolhida foi a Atriz/apresentadora Monica Iozzi, garantindo que "Nossas capas femininas não deixarão de existir e os ensaios que amamos estarão em todas as edições da VIP." No ano seguinte, em meio a uma reestruturação da Abril, a edição impressa da revista foi encerrada. A última edição foi a do mês de setembro, e Juliana Paes estampou a capa. Segundo informações da época, VIP teria um pequeno espaço quinzenal, com cerca de oito páginas editoriais, nas edições impressas da revista Exame.

## As 100+ VIP
Desde 1998, os leitores da revista elegem pelo site as 100 mulheres mais sexy do mundo, ao estilo de revistas estrangeiras como Maxim e FHM. A primeira vencedora foi a atriz Luana Piovani.
Em 1999, 2000 e 2001, a então dançarina do É o Tchan Scheila Carvalho foi tricampeã da votação, sendo considerada "hors concours" e não participando de votações posteriores.
Em 2002, a vitória foi de Ellen Rocche, então participante do reality Casa dos Artistas 2, que ficou conhecida por ter sido dubladora do programa Qual é a Música. No ano seguinte, foi a vez de Daniella Cicarelli, apresentadora da MTV Brasil. Em 2004, a vitória coube à atriz Alinne Moraes, que estava no elenco da novela Como Uma Onda e namorava o ator Cauã Reymond.
A lista mais controversa até o momento foi a de 2005, vencida pela atriz americana Angelina Jolie (única estrela estrangeira a vencer a eleição até o momento). A controvérsia se deve a exclusões de nomes como a atriz Juliana Paes (que acabou por vencer as duas edições seguintes) e a modelo Gisele Bündchen (que venceu em 2008) e as revelações Grazi Massafera (vice-campeã do Big Brother Brasil 5, venceu a votação em 2009) e Cléo Pires (revelada na novela América), além de inclusões surpreendentes pelo público, como a jornalista global Glória Maria (que alcançou o 13° lugar na votação).
Em 2010, a vitória coube à então panicat Juju Salimeni. Nos anos seguintes, atrizes globais ocuparam o posto mais alto: Deborah Secco em 2011 (em função do sucesso da periguete Natalie Lamour, sua personagem na novela Insensato Coração); Juliana Paes em 2012 (terceira vitória da atriz, que era protagonista da nova versão de Gabriela); Paolla Oliveira em 2013 (a atriz era a protagonista da então novela das 9, Amor à Vida); e Bruna Marquezine em 2014 (a vencedora mais jovem da votação, tendo atuado na novela Em Família e então namorada do jogador Neymar). Em 2015 a eleita do público foi a cantora Anitta após um ano de muito sucesso musical. Em 2016 uma atriz global voltou a ser a eleita do público, após protagonizar a novela Totalmente Demais como a modelo Eliza,  Marina Ruy Barbosa ganhou o titulo.
Como na edição 2016, a redação da VIP definiu antecipadamente os cem nomes participantes da eleição. E os leitores votaram para definir quem foi a campeã e quem ocupou as outras 99 colocações. Submeter uma lista fechada (ou uma “cédula eleitoral”) de candidatas é um exercício de curadoria. Com 36 anos de especialização em tudo que interessa ao homem, a VIP teve as condições de montar a lista de acordo com o que a revista admira e valoriza.
Em 2017, ano em que a VIP teve mudanças editoriais importantes, as 100+ foram escolhidas de acordo com o que elas fizeram de relevante no ano e também por critérios como beleza, inteligência, sensualidade, atitude, personalidade, ímpeto, talento, elegância. Paolla Oliveira ganhou o bicampeonato.

Primeiras colocadas
| Ano  | Vencedora          | 2° colocada        | 3° colocada        | 4° colocada        | 5° colocada        | 6° colocada        | 7° colocada        | 8° colocada               | 9° colocada     | 10° colocada       |
| ---- | ------------------ | ------------------ | ------------------ | ------------------ | ------------------ | ------------------ | ------------------ | ------------------------- | --------------- | ------------------ |
| 2017 | Paolla Oliveira    | Sandy              | Beyoncé            | Bruna Marquezine   | Isis Valverde      | Marina Ruy Barbosa | Grazi Massafera    | Camila Queiroz            | Mariana Ximenes | Anitta             |
| 2016 | Marina Ruy Barbosa | Bruna Marquezine   | Sandy              | Paolla Oliveira    | Anitta             | Alinne Moraes      | Cléo Pires         | Yanna Lavigne             | Tatá Werneck    | Yasmin Brunet      |
| 2015 | Anitta             | Bruna Marquezine   | Paolla Oliveira    | Grazi Massafera    | Marina Ruy Barbosa | Agatha Moreira     | Sophia Abrahão     | Camila Queiroz            | Letícia Spiller | Maria Casadevall   |
| 2014 | Bruna Marquezine   | Anitta             | Rihanna            | Grazi Massafera    | Claudia Leitte     | Shakira            | Juliana Paes       | Ivete Sangalo             | Isis Valverde   | Giovanna Antonelli |
| 2013 | Paolla Oliveira    | Anitta             | Bruna Marquezine   | Sabrina Sato       | Débora Nascimento  | Deborah Secco      | Marina Ruy Barbosa | Isis Valverde             | Juliana Paes    | Nicole Bahls       |
| 2012 | Juliana Paes       | Débora Nascimento  | Nicole Bahls       | Isis Valverde      | Ana Hickmann       | Deborah Secco      | Juliana Salimeni   | Rosie Huntington-Whiteley | Fernanda Lima   | Isabeli Fontana    |
| 2011 | Deborah Secco      | Ana Hickmann       | Sabrina Sato       | Scarlett Johansson | Maria Melillo      | Ellen Rocche       | Adriana Lima       | Angelina Jolie            | Sandy           | Nicole Bahls       |
| 2010 | Juliana Salimeni   | Ana Hickmann       | Claudia Colucci    | Angelina Jolie     | Cléo Pires         | Nicole Bahls       | Claudia Leitte     | Grazi Massafera           | Deborah Secco   | Juliana Paes       |
| 2009 | Grazi Massafera    | Juliana Paes       | Scarlett Johansson | Ana Hickmann       | Sandy              | Cláudia Leitte     | Emma Watson        | Íris Stefanelli           | Ivete Sangalo   | Anahí              |
| 2008 | Gisele Bündchen    | Sabrina Sato       | Deborah Secco      | Grazi Massafera    | Ana Hickmann       | Penélope Cruz      | Ivete Sangalo      | Alinne Moraes             | Jaqueline Khury | Karina Bacchi      |
| 2007 | Juliana Paes       | Camila Pitanga     | Sandy              | Ivete Sangalo      | Gisele Bündchen    | Cláudia Leitte     | Íris Stefanelli    | Grazi Massafera           | Alinne Moraes   | Natália Guimarães  |
| 2006 | Juliana Paes       | Angelina Jolie     | Ellen Rocche       | Adriana Bombom     | Grazi Massafera    | Adriana Lima       | Ana Paula Arósio   | Ana Hickmann              | Claudia Leitte  | Sandy              |
| 2005 | Angelina Jolie     | Ana Hickmann       | Alinne Moraes      | Halle Berry        | Cris Spina[a]      | Bruna Di Tullio    | Sarah M. Gellar    | Adriane Galisteu          | Adriana Bombom  | Ana Paula Arósio   |
| 2004 | Alinne Moraes      | Daniella Cicarelli | Ana Hickmann       | Britney Spears     | Adriane Galisteu   | Angelina Jolie     | Dany Bananinha     | Carolina Dieckmann        | Sandy           | Fernanda Lima      |
| 2003 | Daniella Cicarelli | Fernanda Lima      | Jennifer Lopez     | Carolina Dieckmann | Daniella Sarahyba  | Sheila Mello       | Ellen Roche        | Angelina Jolie            | Gisele Bundchen | Sandy              |
| 2002 | Ellen Roche        | Sheila Mello       | Suzana Alves       | Sandy              | Deborah Secco      | Joana Prado        | Luana Piovani      | Daniella Cicarelli        | Xuxa            | Luciana Gimenez    |
| 2001 | Scheila Carvalho   | Sheila Mello       | Sandy              | Joana Prado        | Suzana Alves       | Xuxa               | Carla Perez        | Luma de Oliveira          | Susana Werner   | Vera Fischer       |
| 2000 | Scheila Carvalho   | Suzana Alves       | Sandy              | Joana Prado        | Sheila Mello       | Luana Piovani      | Carla Perez        | Vera Fischer              | Xuxa            | Luma de Oliveira   |
| 1999 | Scheila Carvalho   | Luana Piovani      | Suzana Alves       | Ana Paula Arósio   | Cameron Diaz       | Joana Prado        | Vera Fischer       | Sheila Mello              | Sharon Stone    | Cindy Crawford     |
| 1998 | Luana Piovani      | Sharon Stone       | Scheila Carvalho   | Carolina Ferraz    | Cindy Crawford     | Carla Perez        | Liv Tyler          | Carolina Dieckmann        | Cameron Diaz    | Demi Moore         |

a. ^  Estagiária da revista entre 2004 e 2007.

## Lista de capas da revista
| 402 | Juliana Paes                                                             | Setembro/2018          |
| 401 | João Vicente de Castro                                                   | Agosto/2018            |
| 400 | José Padilha                                                             | Julho/2018             |
| 399 | Tite                                                                     | Junho/2018             |
| 398 | Giovanna Ewbank                                                          | Maio/2018              |
| 397 | Felipe Bronze                                                            | Abril/2018             |
| 396 | Caetano Veloso e 3 filhos                                                | Março/2018             |
| 395 | Lázaro Ramos                                                             | Fevereiro/2018         |
| 394 | Mariana Goldfarb                                                         | Janeiro/2018           |
| 393 | Lais Ribeiro                                                             | Dezembro/2017          |
| 392 | Paolla Oliveira (100+ Sexy)                                              | Novembro/2017          |
| 391 | Capa: Rodrigo Hilbert / Ensaio: Renata Vanzetto                          | Outubro/2017           |
| 390 | Cleo Pires                                                               | Setembro/2017          |
| 389 | Capa: Rodrigo Lombardi / Ensaio: Lorena Comparato                        | Agosto/2017            |
| 388 | Patrícia Poeta                                                           | Julho/2017             |
| 387 | Alex Atala, Gisele Bündchen e Pelé                                       | Junho/2017             |
| 386 | Capa: Gustavo Kuerten / Ensaio: Bruna Marquezine                         | Maio/2017              |
| 385 | Giovanna Antonelli                                                       | Abril/2017             |
| 384 | Capa: Abílio Diniz / Ensaio: Monica Iozzi                                | Março/2017             |
| 383 | Letícia Lima                                                             | Fevereiro/2017         |
| 382 | Bárbara Evans                                                            | Janeiro /2017          |
| 381 | Fernanda Lima                                                            | Dezembro /2016         |
| 380 | Marina Ruy Barbosa (100+ Sexy)                                           | Novembro/2016          |
| 379 | Érika Januza                                                             | Outubro/2016           |
| 378 | Julia Dalavia                                                            | Setembro/2016          |
| 377 | Fernanda Vasconcellos                                                    | Agosto/2016            |
| 376 | Tatá Werneck                                                             | Julho/2016             |
| 375 | Deborah Secco                                                            | Junho/2016             |
| 374 | Manu Gavassi                                                             | Maio/2016              |
| 373 | Nathalia Dill                                                            | Abril/2016             |
| 372 | Yanna Lavigne                                                            | Março/2016             |
| 371 | Cris Vianna                                                              | Fevereiro/2016         |
| 370 | Monique Alfradique                                                       | Janeiro/2016           |
| 369 | Fernanda Motta                                                           | Dezembro/2015          |
| 368 | Anitta (100+ Sexy)                                                       | Novembro/2015          |
| 367 | Flávia Alessandra                                                        | Outubro/2015           |
| 366 | Agatha Moreira                                                           | Setembro/2015          |
| 365 | Dani Suzuki                                                              | Agosto/2015            |
| 364 | Alessandra Ambrósio                                                      | Julho/2015             |
| 363 | Maria Casadevall                                                         | Junho/2015             |
| 362 | Letícia Spiller                                                          | Maio/2015              |
| 361 | Giovanna Lancellotti                                                     | Abril/2015             |
| 360 | Sheron Menezzes                                                          | Março/2015             |
| 359 | Mariana Weickert                                                         | Fevereiro/2015         |
| 358 | Letícia Birkheuer                                                        | Janeiro/2015           |
| 357 | Carol Castro                                                             | Dezembro/2014          |
| 356 | Bruna Marquezine (100+ Sexy)                                             | Novembro/204           |
| 355 | Luana Piovanni                                                           | Outubro/2014           |
| 354 | Fiorella Mattheis                                                        | Setembro/2014          |
| 353 | Milena Toscano                                                           | Agosto/2014            |
| 352 | Tainá Müller                                                             | Julho/2014             |
| 351 | Cleo Pires                                                               | Junho/2014             |
| 350 | Fernanda Paes Leme                                                       | Maio/2014              |
| 349 | Mariana Ximenes                                                          | Abril/2014             |
| 348 | Grazi Massafera                                                          | Março/2014             |
| 347 | Giovanna Ewbank                                                          | Fevereiro/2014         |
| 346 | Carolina Dieckmann                                                       | Janeiro/2014           |
| 345 | Christiana Ubach                                                         | Dezembro/2013          |
| 344 | Paolla Oliveira (100+ Sexy)                                              | Novembro/2013          |
| 343 | Thaila Ayala                                                             | Outubro/2013           |
| 342 | Bruna Linzmeyer                                                          | Setembro/2013          |
| 341 | Rosanne Mulholland                                                       | Agosto/2013            |
| 340 | Ana Beatriz Barros                                                       | Julho/2013             |
| 339 | Débora Nascimento                                                        | Junho/2013             |
| 338 | Fernanda Lima                                                            | Maio/2013              |
| 337 | Fernanda Machado                                                         | Abril/2013             |
| 336 | Bianca Bin                                                               | Março/2013             |
| 335 | Isabeli Fontana                                                          | Fevereiro/2013         |
| 334 | Rhaisa Batista                                                           | Janeiro/2013           |
| 333 | Mariana Rios                                                             | Dezembro/2012          |
| 332 | Juliana Paes (100+ Sexy)                                                 | Novembro/2012          |
| 331 | Sheilla Castro                                                           | Outubro/2012           |
| 330 | Luiza Valdetaro                                                          | Setembro/2012          |
| 329 | Giselle Batista                                                          | Agosto/2012            |
| 328 | Stephannie Oliveira                                                      | Julho/2012             |
| 327 | Leandra Leal                                                             | Junho/2012             |
| 326 | Scarlett Johansson                                                       | Maio/2012              |
| 325 | Patrícia Barros                                                          | Abril/2012             |
| 324 | Letícia Wiermann                                                         | Março/2012             |
| 323 | Aryane Steinkopf                                                         | Fevereiro/2012         |
| 322 | Maria Pinna                                                              | Janeiro/2012           |
| 321 | Sthefany Brito                                                           | Dezembro/2011          |
| 320 | Deborah Secco (100+ Sexy)                                                | Novembro/2011          |
| 319 | Marjorie Estiano                                                         | Outubro/2011           |
| 318 | Thaís Fersoza                                                            | Setembro/2011          |
| 317 | Daniela Albuquerque                                                      | Agosto/2011            |
| 316 | Carla Diaz                                                               | Julho/2011             |
| 315 | Maria Melilo                                                             | Junho/2011             |
| 314 | Talula                                                                   | Maio/2011              |
| 313 | Adriana Sant'Anna                                                        | Abril/2011             |
| 312 | Paloma Bernardi                                                          | Março/2011             |
| 311 | Ellen Rocche                                                             | Fevereiro/2011         |
| 310 | Fernanda Souza                                                           | Janeiro/2011           |
| 309 | Priscila Fantin                                                          | Dezembro/2010          |
| 308 | Juju Salimeni (100+ Sexy)                                                | Novembro/2010          |
| 307 | Milena Toscano                                                           | Outubro/2010           |
| 306 | Letícia Spiller                                                          | Setembro/2010          |
| 305 | Giselle Itié                                                             | Agosto/2010            |
| 304 | Babi Rossi                                                               | Julho/2010             |
| 303 | Priscila Sol                                                             | Junho/2010             |
| 302 | Fernanda Cardoso                                                         | Maio/2010              |
| 301 | Cacau Colucci                                                            | Abril/2010             |
| 300 | Ana Hickmann                                                             | Março/2010             |
| 299 | Monique Alfradique                                                       | Fevereiro/2010         |
| 298 | Juliana Baroni                                                           | Janeiro/2010           |
| 297 | Thaila Ayala                                                             | Dezembro/2009          |
| 296 | Grazi Massafera (100+ Sexy)                                              | Novembro/2009          |
| 295 | Ildi Silva                                                               | Outubro/2009           |
| 294 | Megan Fox                                                                | Setembro/2009          |
| 293 | Rayanne Morais                                                           | Agosto/2009            |
| 292 | Ana Carolina Madeira                                                     | Julho/2009             |
| 291 | Luli Miller                                                              | Junho/2009             |
| 290 | Priscila Pires                                                           | Maio/2009              |
| 289 | Maíra Cardi                                                              | Abril/2009             |
| 288 | Sabrina Sato                                                             | Março/2009             |
| 287 | Fiorella Mattheis                                                        | Fevereiro/2009         |
| 286 | Luana Piovani                                                            | Janeiro/2009           |
| 285 | Natália Guimarães                                                        | Dezembro/2008          |
| 284 | Gisele Bündchen (100+ Sexy)                                              | Novembro/2008          |
| 283 | Fernanda Machado                                                         | Outubro/2008           |
| 282 | Giovanna Antonelli                                                       | Setembro/2008          |
| 281 | Letícia Birkheuer                                                        | Agosto/2008            |
| 280 | Bia e Branca Feres                                                       | Julho/2008             |
| 279 | Fernanda Vasconcellos                                                    | Junho/2008             |
| 278 | Gyselle Soares                                                           | Maio/2008              |
| 277 | Juliana Góes                                                             | Abril/2008             |
| 276 | Jaque Khury                                                              | Março/2008             |
| 275 | Claudia Leitte                                                           | Fevereiro/2008         |
| 274 | Camila Rodrigues                                                         | Janeiro/2008           |
| 273 | Flávia Viana, Bruna Tavares e Carol Honório                              | Especial Dezembro/2007 |
| 272 | Fernanda Paes Leme                                                       | Dezembro/2007          |
| 271 | Juliana Paes (100+ Sexy)                                                 | Novembro/2007          |
| 270 | Guilhermina Guinle                                                       | Outubro/2007           |
| 269 | Gianne Albertoni                                                         | Setembro/2007          |
| 268 | Marina Mantega ou Jaqueline Carvalho                                     | Agosto/2007            |
| 267 | Karina Bacchi e Ticiane Pinheiro                                         | Julho/2007             |
| 266 | Ellen Rocche                                                             | Junho/2007             |
| 265 | Íris Stefanelli ou Carol Honório                                         | Maio/2007              |
| 264 | Juliana Silveira                                                         | Abril/2007             |
| 263 | Jackeline Petkovic                                                       | Março/2007             |
| 262 | Luciele di Camargo                                                       | Fevereiro/2007         |
| 261 | Kelly Key                                                                | Janeiro/2007           |
| 260 | Sthefany Brito                                                           | Dezembro/2006          |
| 259 | Juliana Paes (100+ Sexy)                                                 | Novembro/2006          |
| 258 | Ana Hickmann                                                             | Outubro/2006           |
| 257 | Amanda Françozo                                                          | Setembro/2006          |
| 256 | Bianca Rinaldi                                                           | Agosto/2006            |
| 255 | Adriane Galisteu                                                         | Julho/2006             |
| 254 | As Nove Gatas Da Copa                                                    | Junho/2006             |
| 253 | Mariana Felicio                                                          | Maio/2006              |
| 252 | Nívea Stelmann                                                           | Abril/2006             |
| 251 | Renata Dominguez                                                         | Março/2006             |
| 250 | Claudia Leitte                                                           | Fevereiro/2006         |
| 249 | Sabrina Sato                                                             | Janeiro/2006           |
| 248 | Raica Oliveira                                                           | Dezembro/2005          |
| 247 | Angelina Jolie (100+ Sexy)                                               | Novembro/2005          |
| 246 | Christine Fernandes                                                      | Outubro/2005           |
| 245 | Bruna Di Tullio                                                          | Setembro/2005          |
| 244 | Ana Paula Oliveira                                                       | Agosto/2005            |
| 243 | Samara Felippo                                                           | Julho/2005             |
| 242 | Luana Piovani                                                            | Junho/2005             |
| 241 | Grazi Massafera                                                          | Maio/2005              |
| 240 | Caroline Bittencourt ou Natália Nara                                     | Abril/2005             |
| 239 | Graziella Schmitt                                                        | Março/2005             |
| 238 | Ludmila Dayer                                                            | Fevereiro/2005         |
| 237 | Luize Altenhofen                                                         | Janeiro/2005           |
| 236 | Lavínia Vlasak                                                           | Dezembro/2004          |
| 235 | Alinne Moraes (100+ Sexy)                                                | Novembro/2004          |
| 234 | Daniella Cicarelli                                                       | Outubro/2004           |
| 233 | Tania Khalill                                                            | Setembro/2004          |
| 232 | Leila Barros                                                             | Agosto/2004            |
| 231 | Ana De Biase                                                             | Julho/2004             |
| 230 | Danielle Winits                                                          | Junho/2004             |
| 229 | Juliana Lopes                                                            | Maio/2004              |
| 228 | Karina Bacchi                                                            | Abril/2004             |
| 227 | Juliana Knust                                                            | Março/2004             |
| 226 | Lívia Lemos                                                              | Fevereiro/2004         |
| 225 | Luciana Gimenez                                                          | Janeiro/2004           |
| 224 | Wanessa Camargo                                                          | Dezembro/2003          |
| 223 | Daniella Cicarelli (100+ Sexy)                                           | Novembro/2003          |
| 222 | Milene Domingues                                                         | Outubro/2003           |
| 221 | Ana Luiza Castro                                                         | Setembro/2003          |
| 220 | Fernanda Paes Leme                                                       | Agosto/2003            |
| 219 | Carol Castro                                                             | Julho/2003             |
| 218 | Daniella Sarahyba                                                        | Junho/2003             |
| 217 | Sabrina Sato                                                             | Maio/2003              |
| 216 | Mariana Kupfer                                                           | Abril/2003             |
| 215 | Bruna Lombardi                                                           | Março/2003             |
| 214 | Giselle Itié                                                             | Fevereiro/2003         |
| 213 | Patricia Silveira                                                        | Janeiro/2003           |
| 212 | Daniella Cicarelli                                                       | Dezembro/2002          |
| 211 | Ellen Rocche (100+ Sexy)                                                 | Novembro/2002          |
| 210 | Fabiana Saba                                                             | Outubro/2002           |
| 209 | Scheila Carvalho                                                         | Setembro/2002          |
| 208 | Marina Person                                                            | Agosto/2002            |
| 207 | Regiane Alves                                                            | Julho/2002             |
| 206 | Luciana Gimenez                                                          | Junho/2002             |
| 205 | Juliana Paes                                                             | Maio/2002              |
| 204 | Ellen Rocche                                                             | Abril/2002             |
| 203 | Deborah Secco                                                            | Março/2002             |
| 202 | Patricia Coelho                                                          | Fevereiro/2002         |
| 201 | Wanessa Camargo                                                          | Janeiro/2002           |
| 200 | Carla Perez                                                              | Dezembro/2001          |
| 199 | Scheila Carvalho (100+ Sexy)                                             | Novembro/2001          |
| 198 | Barbara Borges                                                           | Outubro/2001           |
| 197 | Taís Araújo ou Tathiana Mancini                                          | Setembro/2001          |
| 196 | Maryeva Oliveira                                                         | Agosto/2001            |
| 195 | Susana Werner                                                            | Julho/2001             |
| 194 | Daniela Sarahyba                                                         | Junho/2001             |
| 193 | Sheila Mello                                                             | Maio/2001              |
| 192 | Enfermeira do Funk (Ariane Latuf)                                        | Abril/2001             |
| 191 | Carolina Dieckmann                                                       | Março/2001             |
| 190 | Ellen Rocche                                                             | Fevereiro/2001         |
| 189 | Tiazinha (Suzana Alves)                                                  | Janeiro/2001           |
| 188 | Fernanda Lima                                                            | Dezembro/2000          |
| 187 | Pipa (Patrícia Diniz)                                                    | Novembro/2000          |
| 186 | Scheila Carvalho (100+ Sexy)                                             | Outubro/2000           |
| 185 | Vanessa Mesquita                                                         | Setembro/2000          |
| 184 | Danielle Winits                                                          | Agosto/2000            |
| 183 | Camila Pitanga                                                           | Julho/2000             |
| 182 | Luize Altenhofen                                                         | Junho/2000             |
| 181 | Feiticeira (Joana Prado)                                                 | Maio/2000              |
| 180 | Luciana Gimenez                                                          | Abril/2000             |
| 179 | Gisele Bundchen                                                          | Março/2000             |
| 178 | Ana Paula Connelly                                                       | Fevereiro/2000         |
| 177 | Luma de Oliveira                                                         | Janeiro/2000           |
| 176 | Carolina Kasting                                                         | Dezembro/1999          |
| 175 | Carla Perez                                                              | Novembro/1999          |
| 174 | Adriane Galisteu                                                         | Outubro/1999           |
| 173 | Sabrina Parlatore e José Simão                                           | Setembro/1999          |
| 172 | Scheila Carvalho (100+ Sexy)                                             | Agosto/1999            |
| 171 | Tiazinha (Suzana Alves)                                                  | Julho/1999             |
| 170 | Scheila Carvalho                                                         | Junho/1999             |
| 169 | Deborah Secco                                                            | Maio/1999              |
| 168 | Feiticeira (Joana Prado)                                                 | Abril/1999             |
| 167 | Babi Xavier                                                              | Março/1999             |
| 166 | Danielle Winits                                                          | Fevereiro/1999         |
| 165 | Angélica                                                                 | Janeiro/1999           |
| 164 | Sheila Mello                                                             | Dezembro/1998          |
| 163 | Eliana                                                                   | Novembro/1998          |
| 162 | Tiazinha (Suzana Alves)                                                  | Outubro/1998           |
| 161 | Ana Paula Arósio                                                         | Setembro/1998          |
| 160 | Luana Piovani (100+ Sexy)                                                | Agosto/1998            |
| 159 | Gabriela Duarte                                                          | Julho/1998             |
| 158 | Ivete Sangalo                                                            | Junho/1998             |
| 157 | Ana Hickmann, Cássia Ávila, Camila Spinosa, Sirlene Zepter e Lara Gerin. | Maio/1998              |
| 156 | Aline Moreira                                                            | Abril/1998             |
| 155 | Camila Pitanga                                                           | Março/1998             |
| 154 | Carolina Ferraz                                                          | Fevereiro/1998         |
| 153 | Maria Paula                                                              | Janeiro/1998           |
| 152 | Karina Bacchi                                                            | Dezembro/1997          |
| 151 | Luana Piovani                                                            | Novembro/1997          |
| 150 | Ana Paula Connelly                                                       | Outubro/1997           |
| 149 | Elizabeth Hurley                                                         | Setembro/1997          |
| 148 | Thereza Collor                                                           | Agosto/1997            |